# Boharyně
Boharyně (německy Boharna) je obec v okrese Hradec Králové vzdálená patnáct kilometrů západně od Hradce Králové. Leží na severním okraji Polabské nížiny v nadmořské výšce 250 metrů, má rozlohu 1164 ha a protéká jí říčka Bystřice. V obci žije 602 obyvatel.

## Název
Obec se dříve nazývala Boháryně, Bohárna, Bohárka a Bohařině.

## Historie
První písemná zmínka o Boharyni pochází z roku 1355. Zdejší škola byla založena v roce 1730.

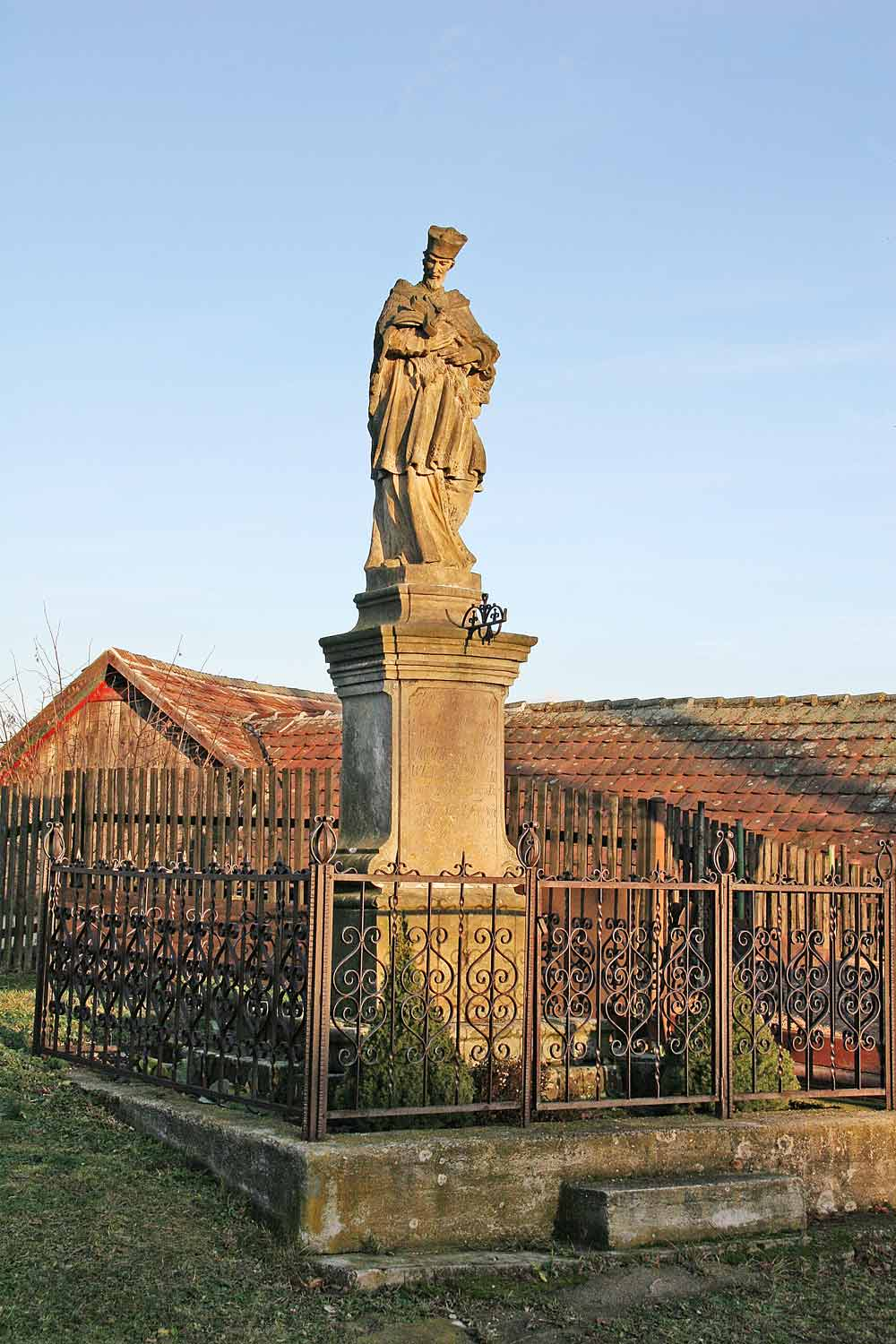
Socha svatého Jana Nepomuckého

## Přírodní poměry
Vesnice stojí ve Východolabské tabuli. Podél východní hranice katastrálního území protéká řeka Bystřice, jejíž tok je v severovýchodním úseku hranice součástí přírodní památky Bystřice.
Z celkové výměry obce 1164 ha připadá 1003 ha na zemědělskou půdu. U Boharyně leží zbytky ovocných sadů (nyní 11 ha), které se v této oblasti dříve rozkládaly na mnohem větší ploše

### Okolní obce
Boharyně sousedí s těmito obcemi:
- na západě s Babicemi a Barchovem
- na severu s Nechanicemi a Kunčicemi
- na východě s Radostovem a Roudnicí
- na jihu s Puchlovicemi a s Kratonohy

## Obecní správa
Boharyně je samostatnou obcí od roku 1850. Tehdy, jako důsledek revoluce v roce 1848, se po zrušení patrimoniální správy staly základními jednotkami státní správy obce. V tu dobu k ní již patřila východně ležící osada Homyle. V roce 1976 byla k Boharyni přičleněna původně samostatná obec Trnava a stejně tak i Zvíkov (se svoji osadou Budín).

### Části obce
Obec Boharyně se skládá z pěti místních částí:
- Boharyně
- Budín – 3 km severozápadně
- Homyle – 700 m východně
- Trnava – 3 km jihozápadně
- Zvíkov – 2 km severozápadně

V letech 1961–1991 k obci patřily i Puchlovice.

## Společnost
V obci se nachází spojená základní a mateřská škola, kterou navštěvuje průměrně padesát dětí. Ke škole přiléhá areál TJ Bystřice s fotbalovým hřištěm a malým hřištěm pro míčové hry. Ve fotbale hraje TJ Bystřice Boharyně III. třídu okresního přeboru. Občanskou vybavenost doplňuje prodejna potravin a pošta. Ke kostelu ve středu vesnice přísluší hřbitov na jejím západním okraji.
O společenský život se starají tři sbory dobrovolných hasičů – SDH Boharyně, SDH Trnava a SDH Zvíkov. V obci působí i Svaz zahrádkářů a Myslivecké sdružení.

## Pamětihodnosti
- Stavební památkou je roubený patrový Bergerův mlýn[8] z roku 1874.[9] Leží na severovýchodním okraji vesnice na náhonu říčky Bystřice. Přísluší k němu další dvě vyšší zděné budovy – sušárna obilí a čekanky[8] a stodola. Celý areál mlýna včetně mlýnského náhonu s jezem byl v roce 2003 prohlášen kulturní památkou.
- Barokní kostel svatého Bartoloměje z roku 1650, v roce 1783 přestavěný.[10] Kostel přísluší k římskokatolické farnosti Nechanice v Královéhradecké diecézi.[11]
- Socha Svatého Jana Nepomuckého

## Další fotografie

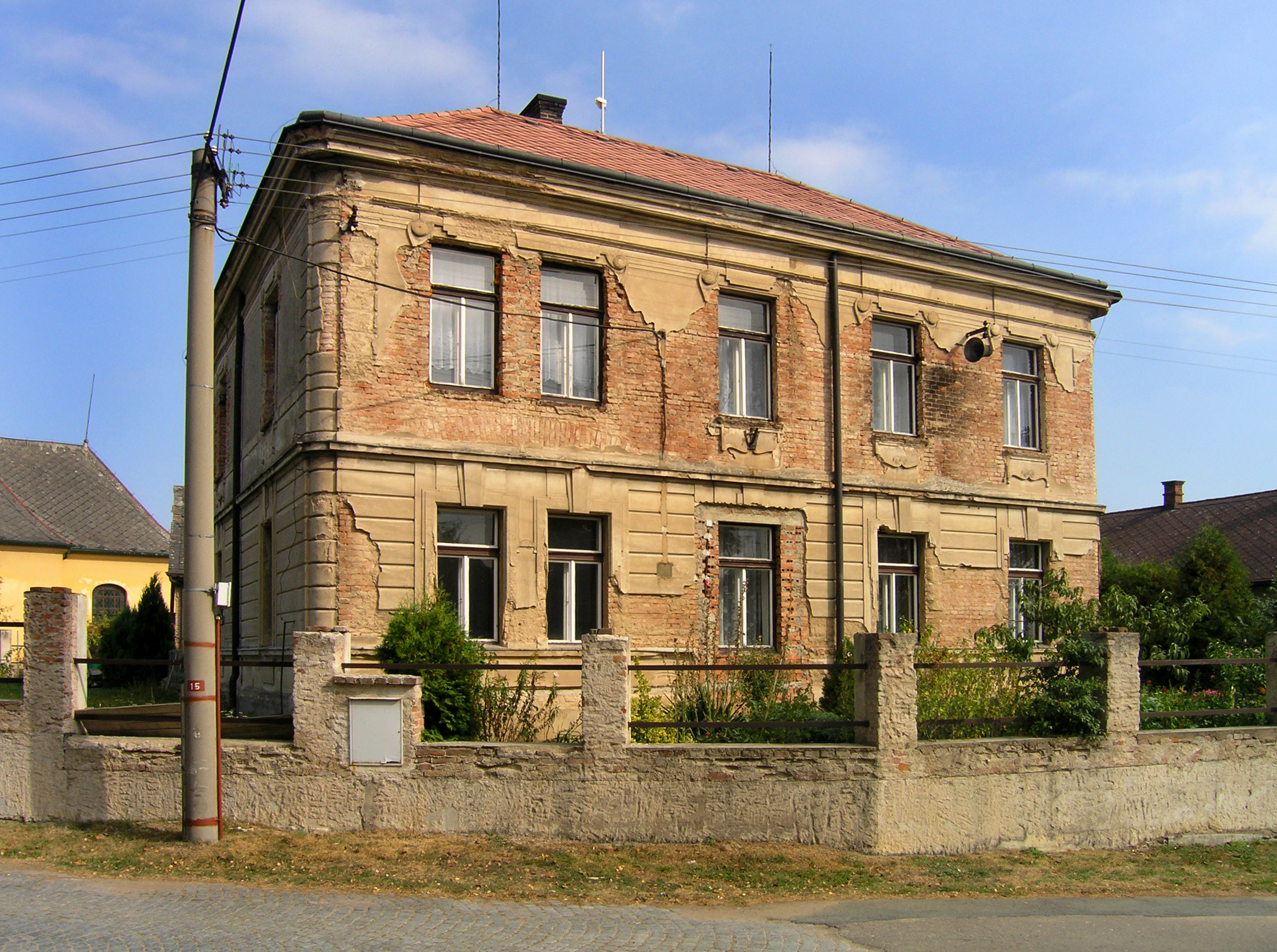
Dům u kostela
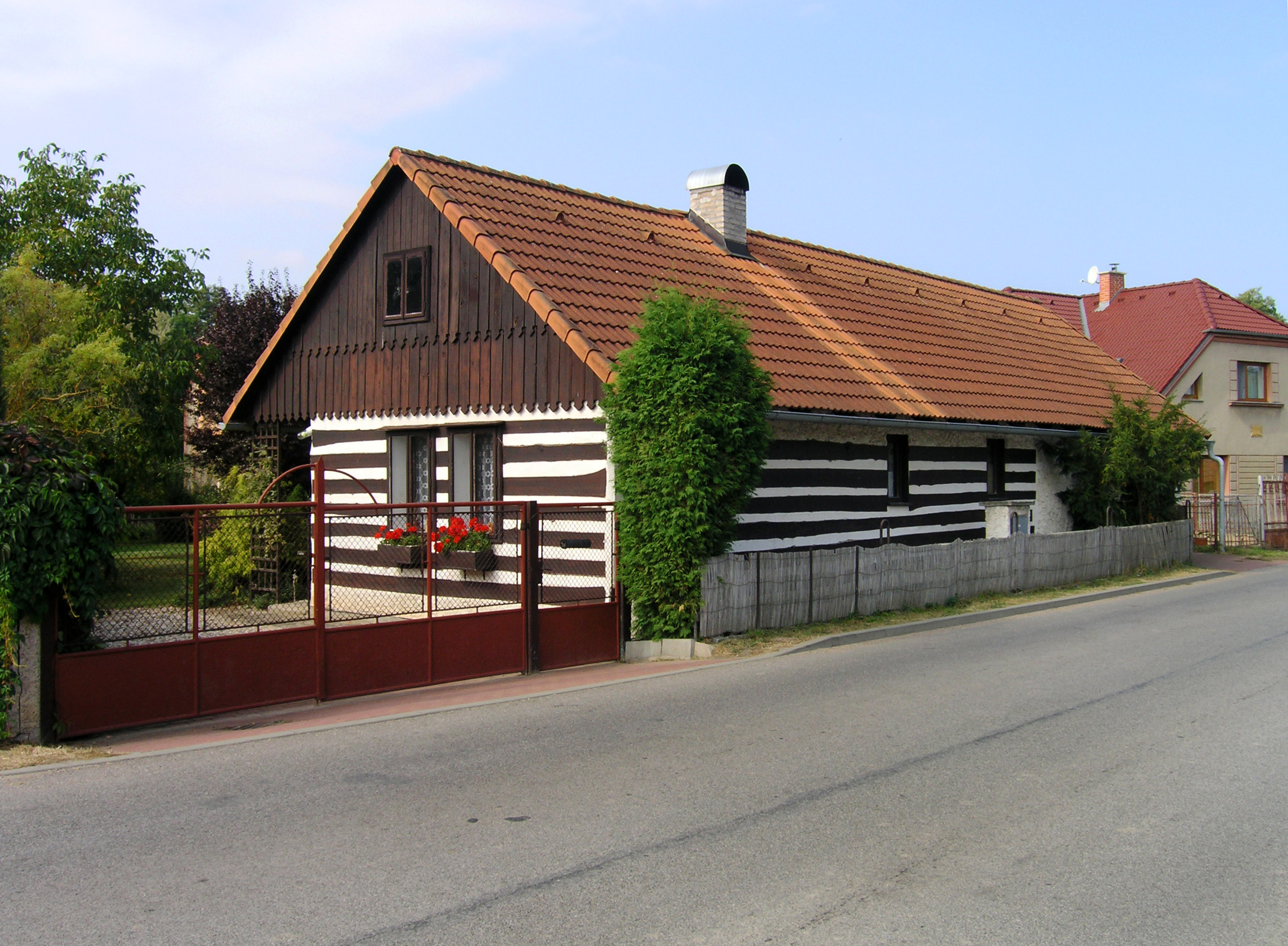
Domek v místní části Homyle
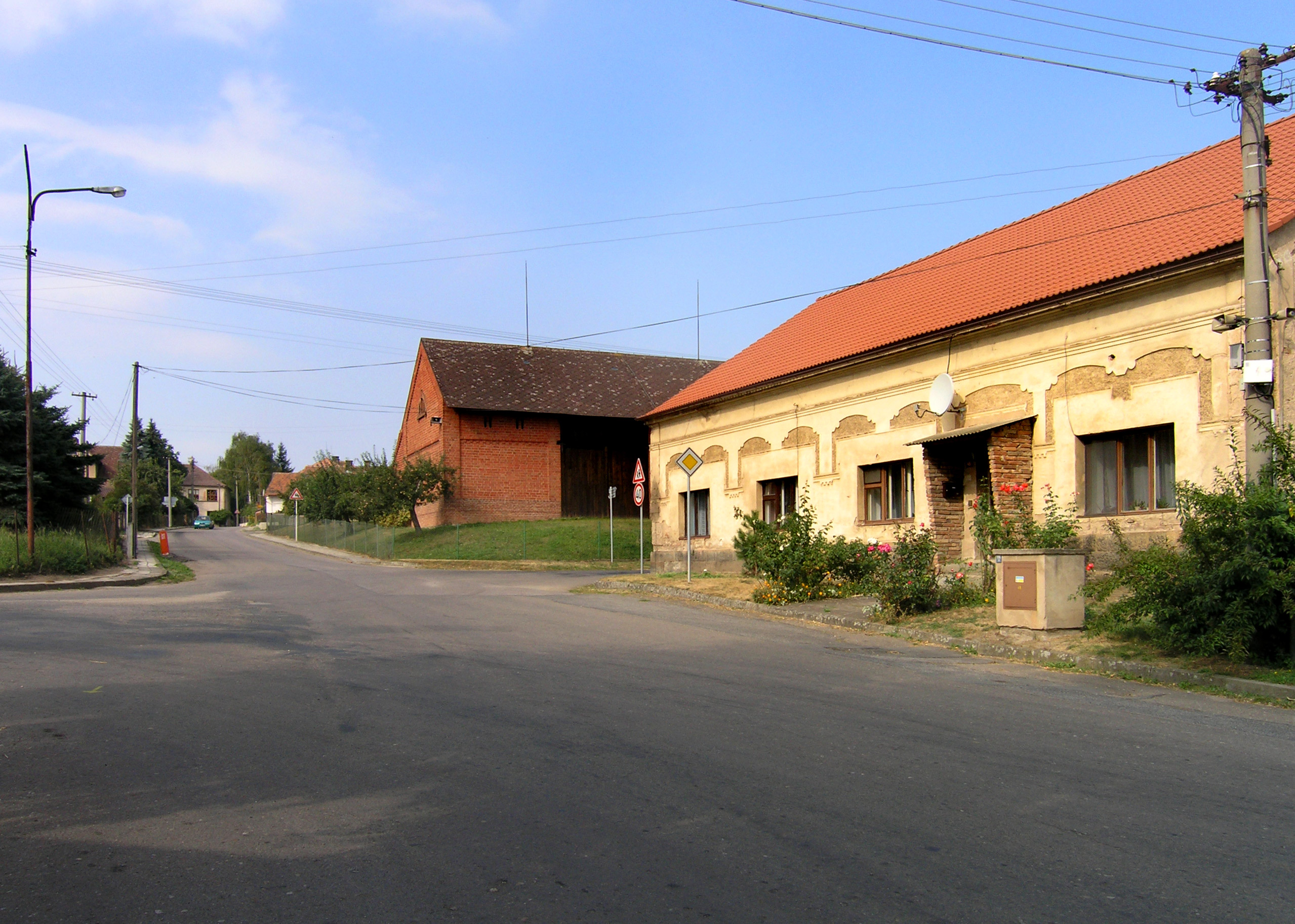
Střed Boharyně
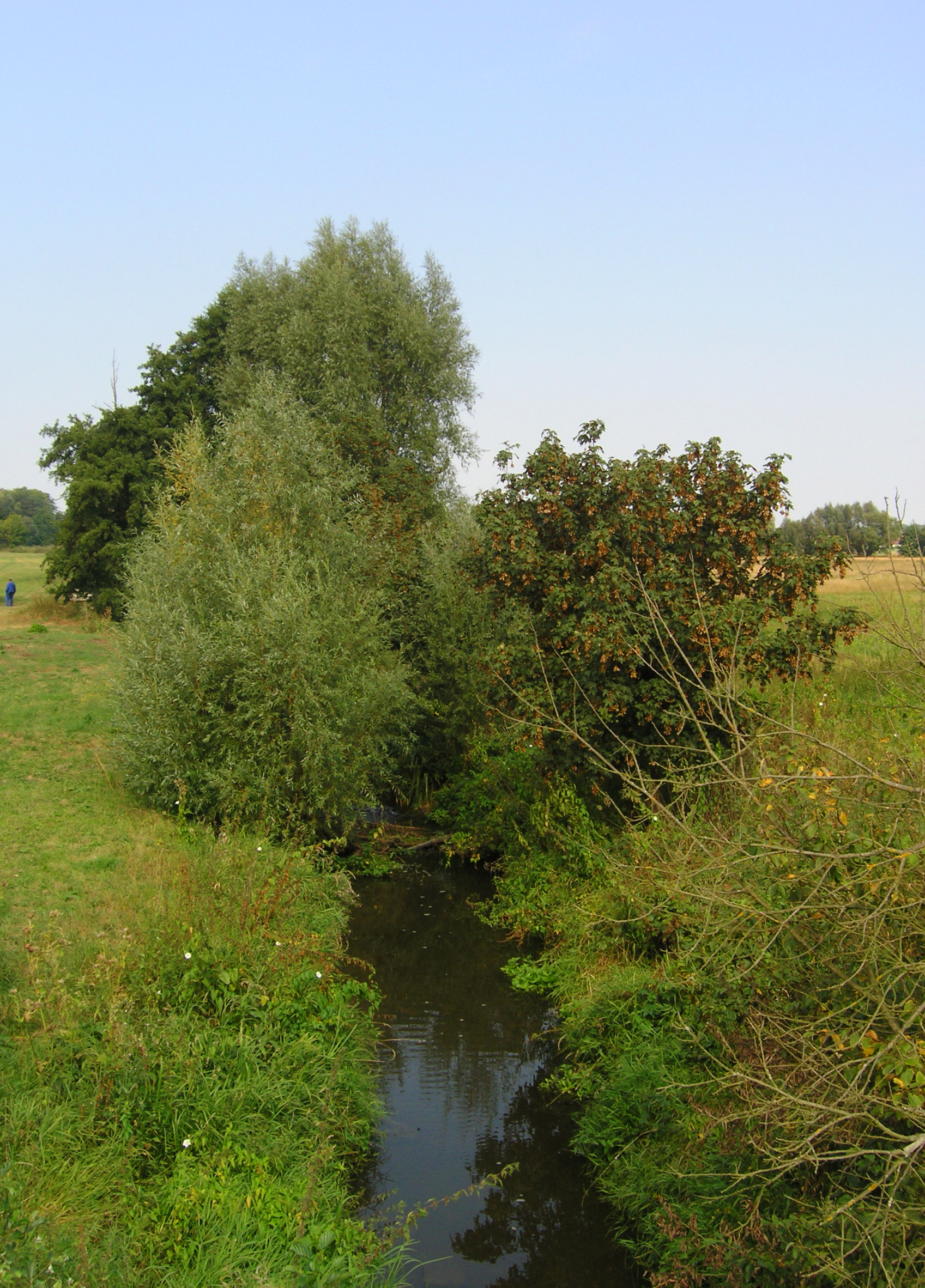
Říčka Bystřice
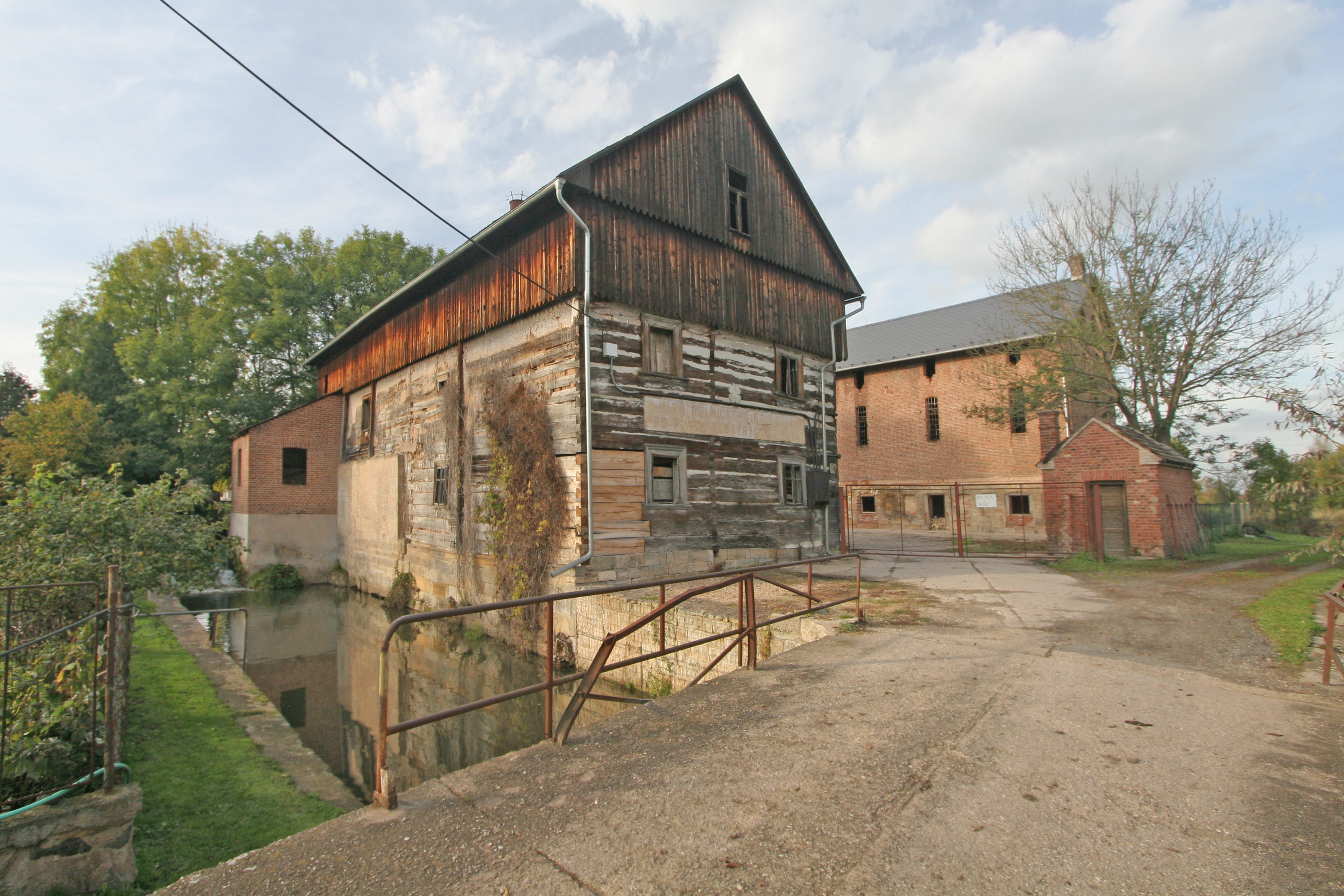
Vodní mlýn - areál (mlýn, sušárna obilí a čekanky, stodola, náhon) (Boharyně)